# Giovanni Gotti
Giovanni Gotti (Sedrina, 30 de agosto de 1912 – Bérgamo, 7 de abril de 1988) fue un ciclista italiano, que fue profesional entre 1934 y 1940. 
Sus principales éxitos serían la victoria en la Milán-Turín de 1935 y una etapa en el Giro de Italia de 1938. Tomó parte en seis ediciones de la cursa rosa y una al Tour de Francia. 

## Palmarés
- 1935
  - 1º en la Milán-Turín
  - 1º en la Milán-San Pellegrino
- 1938
  - Vencedor de una etapa al Giro de Italia
  - Vencedor de una etapa del Giro dei Tre Mari

### Resultados en el Giro de Italia
- 1934. 5º de la clasificación general
- 1935. 33º de la clasificación general
- 1936. 16º de la clasificación general
- 1937. Abandona
- 1938. 26º de la clasificación general. Vencedor de una etapa
- 1940. Abandona

### Resultados en el Tour de Francia
- 1934. 24º de la clasificación general